# Martha Sabrina
Martha Sabrina Martínez Martín del Campo (Cidade do México, 05 de junho de 1992) conhecida como Martha Sabrina, é uma cantora, atriz e apresentadora mexicana.

## Biografia
Martha nasceu no dia 05 de junho de 1992. Começou sua carreira em uma idade precoce para crianças, no programa infantil Plaza Sésamo em que participou entre 1999 e 2003.
Ela participou de vários comerciais de sabonetes de crianças, e a sua primeira novela na televisão foi Rayito de luz em 2000, ao lado de Alejandro Speitzer, em seguida de Aventuras en el tiempo (2001) e Cómplices al rescate (2002) ambas com Belinda.
Em 2004, participou de Alegrijes y Rebujos ao lado dos meninos do Código F.A.M.A. interpretando Margarita, e em 2005 fez Sueños y caramelos junto com Nashla Aguilar como a malvada Bianca.
Martha não só tem se destacado na atuação, a partir de 2007 onde ficou anfitriã de um rádio com Jesús Zavala chamado Señal TN, onde fez entrevistas e várias questões públicas até 2009.

## Filmografia
- Cita a ciegas (2019) - Dany
- Like (2018-2019) - Laura
- Papá a toda madre (2018) - Carla Garcia
- A Rosa dos Milagres (2009 - presente) - Vários Personagens
- Karkú Segunda temporada (2008)- Participação Especial
- Señal TN (2007-2009) - Apresentadora
- Yo amo a Juan Querendón (2007-2008) Namorada de Hugo
- Sueños y caramelos- (2005)- Bianca
- Alegrijes y Rebujos (2003-2004) - Margarita
- Cómplices al rescate (2002) - Julia Olmos
- Aventuras en el tiempo (2001) - Carla #2
- Rayito de luz (2000) - Karina Rámirez
- Plaza Sésamo (1999-2003) - Vários Personagens